# IAM (서비스)
IAM_는 국내 헬스케어 IT기업인 모노랩스에서 2020년 12월에 런칭한 개인맞춤형 정기구독 영양제 서비스이다.

## 개요
모노랩스의 소태환 대표는 네시삼십삼분 외 3개의 게임회사를 창업하고 엑싯한 이력이 있는 연쇄창업가이다. 소태환 대표는 게임업계에서 20여년간 있으면서 고강도 업무를 해왔고, 건강이 악화되었고 의사의 경고에 따라 영양제를 먹기 시작하였다. 이후 영양제를 꾸준히 먹으며 건강이 좋아졌다고 한다. 다만, 병 포장 영양제를 들고 다니며 꾸준히 먹는 것이 어렵다고 느꼈으며 현재 건강 상태에서 무엇을 먹어야하는 지 알 수가 없었고, 영양제 종류마다 한 병에 들어 있는 갯수가 달라서 자꾸만 구매해야 하는 불편함이 있었다고 한다. 이를 IT기술로 해결하고자 IAM_ 맞춤영양제 서비스를 시작하였다고 한다.
IAM_ (아이엠 영양제)는 다양한 논문을 참고하여 인공지능으로 구현된 설문과 의사, 약사, 영양사로 이루어진 전문가를 통해 최적의 영양제를 추천하고 꾸준히 관리를 해주는 서비스를 하고 있다. 또한, 개개인에게 맞는 영양제만 골라 약포지처럼 소분하여 아침, 저녁으로 먹기 쉽게 제품을 제공하고 있으며, 섭취 알림 서비스를 통해 섭취자가 꾸준히 먹을 수 있는 습관을 들일 수 있도록 돕고 있다.

## 멤버십 종류

### 블랙 멤버십
정기구독 시 사용 가능하며, 매달 결제되는 금액의 20%가 할인된다.

## 영양제 종류
2023년 9월 7일 기준
- MSM
- 루테인
- 마그네슘
- 밀크씨슬
- 비타민B
- 비타민C
- 비타민D
- 오메가3
- 쏘팔메토 옥타코사놀
- 잔티젠
- 종합비타민 - 멀티비타민, 비타민 A/D/E,
- 칼슘
- 테아닌
- 프로바이오틱스
- 히알루론산

그 외 다양한 영양제를 제공해주고 있다.

## 오프라인 지점
병원 및 약국과 제휴하여 서울 경기권을 비롯, 인천, 대전 등 전국 20여개의 지점을 운영하고 있다.